# Jack Johnson (nhạc sĩ)

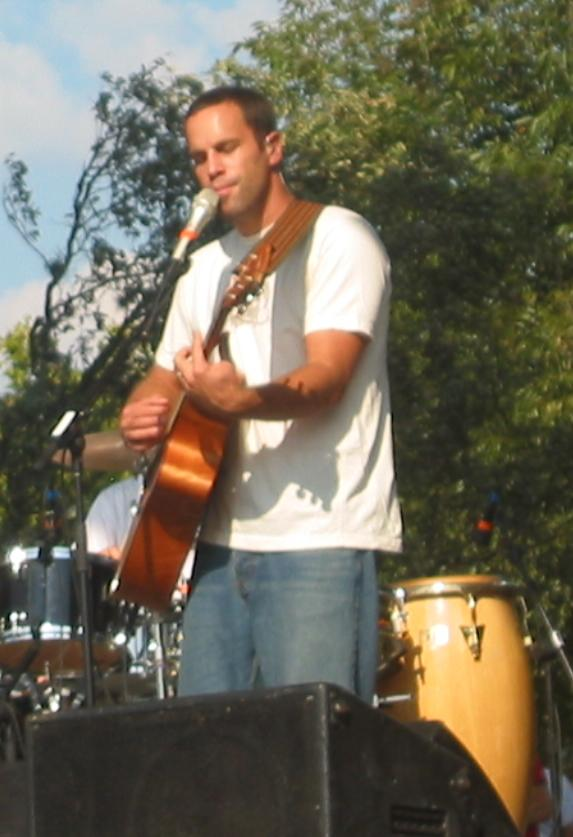
Jack Johnson (nhạc sĩ)

Jack Hody Johnson (sinh ngày 18 tháng 5 năm 1975) là một người gốc Hawai, một nhạc sĩ-ca sĩ kiêm nhà sản xuất phim. Kể từ khi album đầu tiên Brushfire Fairytales phát hành năm 2001 với những ca khúc ngắn giản dị như "Fortune Fool" hay "Flake", Jack đã để lại dấu ấn của mình như một vị vua của nhạc chill-out quyến rũ, nhẹ nhàng, thư thái, bảng lảng và chút biếng lười.

## Tiểu sử
Jack Johnson sinh vào ngày 18 tháng 5 năm 1975 tại thị trấn Hauulu ở bờ biển phía Bắc Oahu, Hawaii. Là người con của một người lướt sóng nổi tiếng trên đảo, anh vốn rất thích lướt sóng. Ngoài ra, Jack Johnson bắt đầu viết nhạc trong suốt những năm trung học, chơi gita từ năm 14 tuổi và lớn lên với ảnh hưởng âm nhạc của Nick Drake, Ben Harper, the Beatles, Bob Marley, Neil Young, Bob Dylan, and A Tribe Called Quest.

## Các album đã phát hành
- Brushfire Fairytales(2001)
- On and On (2003)
- In Between Dreams (2005)
- Sing-A-Longs and Lullabies for the Film Curious George (2006)
- Sleep Through the Static (2008)
- The Mango Tree